# Carlia munda
Espèce
Synonymes
- Mocoa melanopogon Gray, 1845
- Heteropus mundus De Vis, 1885
- Carlia foliorum Cogger, 1983

Carlia munda est une espèce de sauriens de la famille des Scincidae.

## Répartition
Cette espèce est endémique d'Australie. Elle se rencontre au Queensland, dans le Territoire du Nord et en Australie-Occidentale.

## Publication originale
- De Vis, 1885 : A conspect of the genus, Heteropus. Proceedings of the Royal Society of Queensland, vol. 1, p. 166-173 (texte intégral).